# ThunderCoaster
ThunderCoaster in TusenFryd (Oppegård, Akershus, Norwegen) ist eine Holzachterbahn des Herstellers Vekoma, die von Martin & Vleminckx gebaut und am 1. Mai 2001 eröffnet wurde. Sie ist die erste und einzige Holzachterbahn in Norwegen.
Die 950 m lange Strecke besitzt einen 32 m hohen First Drop mit einem Gefälle von 57,3°, auf dem die Züge eine Höchstgeschwindigkeit von 93 km/h erreichen. An zwölf Stellen erleben die Fahrgäste Airtime.

## Züge
ThunderCoaster besitzt zwei Züge der Gravitykraft Corporation mit jeweils zwölf Wagen. In jedem Wagen können zwei Personen (eine Reihe) Platz nehmen. Ursprünglich verfügte die Bahn über Züge von Vekoma, welche zur 2015er Saison durch Züge von Gravitykraft ersetzt wurden. Die Züge von Vekoma bestanden aus vier Wagen mit Platz für jeweils sechs Personen (drei Reihen à zwei Personen).